# Peperomia alismifolia
Peperomia alismifolia är en pepparväxtart som beskrevs av Presl. Peperomia alismifolia ingår i släktet peperomior, och familjen pepparväxter. Inga underarter finns listade i Catalogue of Life.